# Sint-Nicolaaskerk (Jutphaas)
De Sint-Nicolaaskerk is een rooms-katholieke parochiekerk in Jutphaas, gemeente Nieuwegein. De kerk is gewijd aan de heilige Nicolaas van Myra. Het kerkgebouw aan de Utrechtsestraatweg werd ingewijd in 1875 door mgr. Schaepman. Het verving een ouder kerkgebouw aan het Overeind. Het gebouw en de geloofsgemeenschap maken samen met acht omliggende kerken deel uit van de Parochie van de Heilige Drie-eenheid.

## Voorgeschiedenis
Vanaf 1688 werd er door de katholieken van Jutphaas gekerkt in de schuilkerk aan het Overeind. Door de groeiende bevolking was dit kerkje echter te klein geworden. De toegenomen godsdienstvrijheid in de negentiende eeuw maakte het mogelijk om in het dorp een forse en zichtbare kerk te bouwen.

## Bouw van de huidige kerk
In 1873 werd een stuk grond aangekocht langs het kanaal voor de bouw van een nieuwe kerk. Pastoor Van Heukelum werd aangesteld als bouwpastoor. Hij gaf Alfred Tepe opdracht om een nieuwe kerk te ontwerpen. Op 11 mei 1874 werd de eerste steen gelegd door mgr. Schaepman, bisschop van Utrecht. Precies een jaar later werd de kerk ingewijd. Het gebouw is in een -voor die tijd- recordtempo gebouwd.

## Interieur
Aan het interieur werd in de daarop volgende jaren gewerkt. Het werd ingericht door het St. Bernulphusgilde, dat in die tijd veel neogotische kerken inrichtte. Namen die hierbij horen -en die ook in de Nicolaaskerk hun bijdrage hebben geleverd- zijn de beeldhouwer Friedrich Wilhelm Mengelberg, Edelsmidse Brom en orgelbouwer Michaël Maarschalkerweerd.
Naast deze 19de-eeuwse kunst beschikt deze kerk ook over een aantal laatmiddeleeuwse stukken zoals het beeld van de heilige Rochus van Montpellier en het schilderij van de Noodhelpers. Bijzonder is ook het laatgotisch orgelfront, afkomstig uit de voormalige Heilige Stede te Amsterdam. Het orgel is gemaakt door  Hendrik Niehoff, afkomstig uit de Sint-Janskerk in Gouda.